# 1505 год в науке
В 1505 году произошли различные научные и технологические события, некоторые из которых представлены ниже.

## События
- Леонардо да Винчи представил свой Кодекс о полёте птиц.
- Португальцы достигли Коморских островов.
- Испанский исследователь Хуан Бермудес открыл Бермудские Острова.[источник не указан 2964 дня]
- Дель Ферро, Сципион нашёл метод решения класса кубических уравнений.
- Первое известное упоминание о колесцовом замке пушки.

## Родились
- Николаус Федерман (ум. 1542) немецкий авантюрист, родом из Ульма, который в числе первых приступил к колонизации Венесуэлы и Колумбии.
- Хуан Фернандес Ладрильеро (ум. 1559) испанский путешественник, мореплаватель и конкистадор.